# Pfannberg

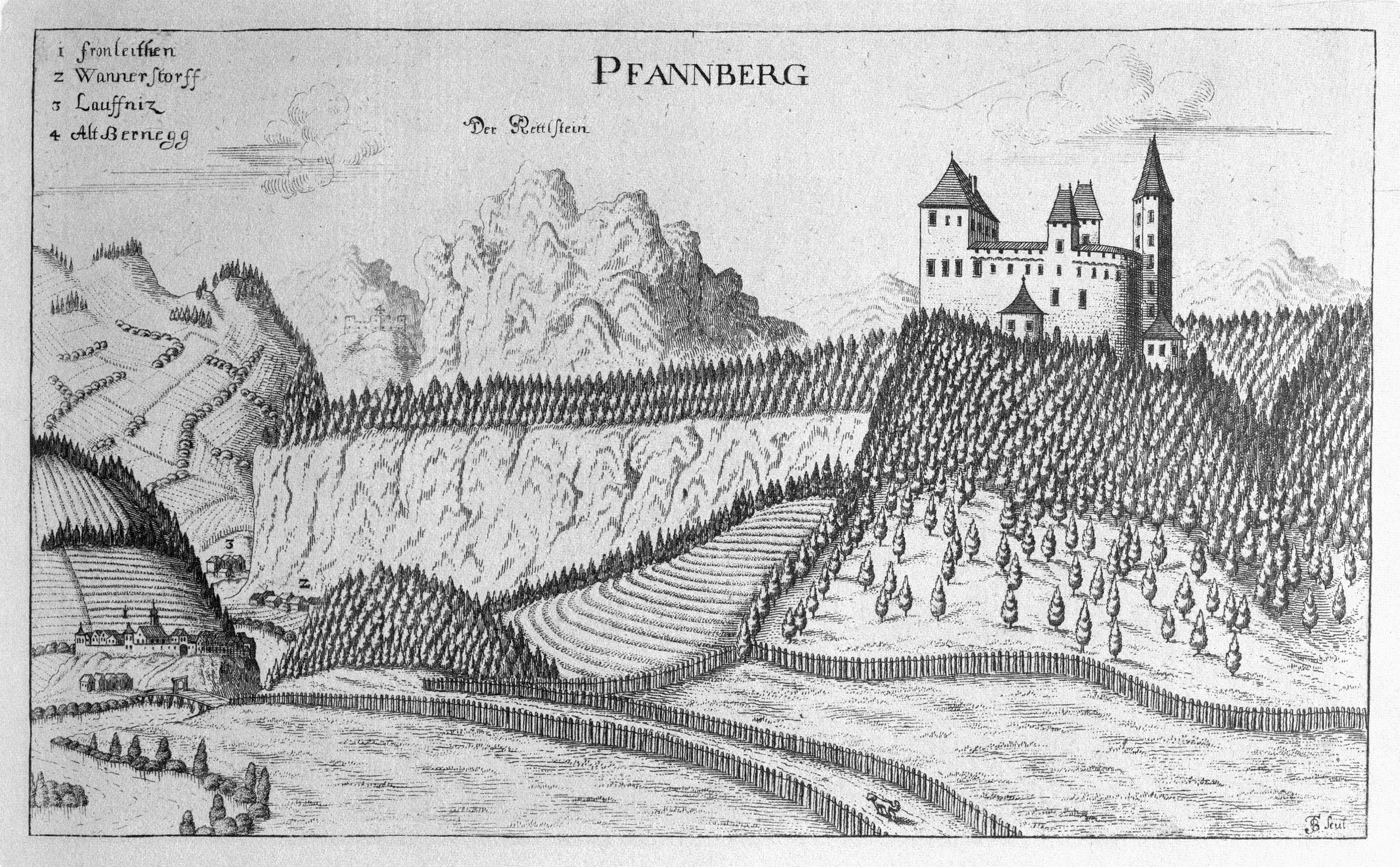
Castello Pfannberg (1681)

I Conti di Pfannberg, originari di Peggau (Peka, Peckach) sono una nobile famiglia stiriana del Medioevo che prese il nome dal loro Castello di Pfannberg (Burg Pfannberg) (oggi un rudere a sud di Frohnleiten, fondazione di Pfannberg intorno al 1280), ed erano una delle famiglie più potenti del paese. 

## Storia
Nel 1218 venne menzionato nei documenti un Ulrich di Peggau, che dal 1237 si faceva chiamare conte di Phannenberch. È stato il primo giudice distrettuale dei Babenberg.
Nel 1237 i Pfannberger si trovarono a Vienna insieme ai nobili Wildoner, Murecker e altri Stiriani con l'imperatore Federico II di Svevia, appena entrato nella capitale austriaca nella disputa con il duca Federico II di Babenberg.
Nel 1362/63 morì l'ultimo Pfannberger (Johann), al quale seguirono i Conti di Montfort fino al 1524. Il primo fu Ugo di Montfort (* 1357-† 1423), il menestrello che sposò Margareta (1355-1388), la figlia di Johann, e con lei prese in consegna i possedimenti stiriani della casa. Dal 1401 si stabilì a Pfannberg ed entrò nella nobiltà stiriana. Nel 1377 accompagnò il duca Alberto III d'Asburgo durante la sua campagna prussiana, combatté probabilmente vicino a Sempach nel 1386, divenne balivo in Argovia e Turgovia nel 1388 e fu governatore della Stiria dal 1413 al 1415. Morì il 4 aprile 1423 al castello di Pfannberg, dove ancora un affresco e un'iscrizione lo ricordano, e fu sepolto a Bruck an der Mur.

## Conti di Pfannberg
- Ulrico II di Peggau (1218-1249), conte nel 1237
- Ulrico III di Peggau (?-1255 circa)
- Enrico di Peggau (1241-1282)
- Ulrico IV di Peggau (1260-1318)
- Ulrico V di Peggau (1287-1354)
- Giovanni di Peggau (1321-1362)